# 朱同鐎
遂平恭安王朱同鐎（1444年—1488年），明朝周藩第三代遂平王，遂平榮靖王朱子墌的嫡長子。

## 生平
景泰六年（1455年）九月，獲賜名同鐎。朱同鐎初封遂平長子，於天順三年（1459年）五月獲賜誥命、冠服等物。天順七年（1463年）閏七月，因舊服為水漂沒，重新獲賜朝服、公服。成化七年（1471年）九月，襲封遂平王。
弘治元年（1488年）七月，朱同鐎去世，享年四十五歲，諡號恭安。三年後，庶長子鎮國將軍朱安洛襲爵。

## 家庭

### 妻
- 劉氏，初冊為遂平王長子夫人[2]

### 妾
- 李氏（1450年－1515年），開封府祥符縣霍赤堽保民籍李俊長女，弘治六年（1493年）冊為遂平恭安王夫人，生朱安洛[6]

### 子
- 庶長子：鎮國將軍→遂平康穆王朱安洛
- 第二子：鎮國將軍朱安湕[7]